# Zelotes kumazomba
Zelotes kumazomba FitzPatrick, 2007 è un ragno appartenente alla famiglia Gnaphosidae.

## Etimologia
Il nome della specie deriva dall'aggettivo kumazomba che in ndebele del nord significa corso tortuoso, in riferimento all'aspetto dei dotti epiginali.

## Caratteristiche
Questa specie non è stata attribuita a nessun gruppo: si distingue dalle altre per i margini laterali e posteriori dell'epigino piuttosto lunghi e per la tortuosità dei dotti afferenti all'epigino stesso.
L'olotipo femminile rinvenuto ha lunghezza totale è di 6,25mm; la lunghezza del cefalotorace è di 2,50mm; e la larghezza è di 2,04mm.

## Distribuzione
La specie è stata reperita nel Malawi meridionale: l'olotipo femminile è stato rinvenuto sul monte Mulanje, appartenente al distretto omonimo.

## Tassonomia
Al 2016 non sono note sottospecie e dal 2007 non sono stati esaminati nuovi esemplari.